# Arena Fonte Nova
Itaipava Arena Fonte Nova är en fotbollsarena i Salvador i Brasilien. Den byggs inför världsmästerskapet i fotboll 2014. Den gamla arenan i Salvador (Estádio Octávio Mangabeira) revs i sin helhet för att ge plats åt den nya. Arenan har en kapacitet på 50 000 åskådare.

## Historia
Arenabygget påbörjade juni 2010. Arenan invigdes 7 april 2013 med en match mellan Esporte Clube Bahia och Esporte Clube Vitória. I matchen vann gästande (båda lagen är dock från Salvador) Vitória.

## Källhänvisningar
1. ↑  ”Estádio será construído para a copa 2014” (på portugisiska). Arkiverad från originalet den 27 oktober 2010. https://web.archive.org/web/20101027073842/http://www.secopa.ba.gov.br/pt-br/projetos-prioritarios/arena-fonte-nova. Läst 4 mars 2013.
2. ↑  ”Arena Fonte Nova (Estádio Octávio Mangabeira)” (på engelska). http://stadiumdb.com/constructions/bra/arena_fonte_nova. Läst 4 mars 2013.
3. ↑  "Ficha técnica". Arkiverad 25 juni 2014 hämtat från the Wayback Machine. odebrechtarenas.com.br. Läst 26 juni 2014. (portugisiska)
4. ↑  "Goleada do Vitória marca inauguração da Arena Fonte Nova". Arkiverad 23 oktober 2013 hämtat från the Wayback Machine. copa2014.gov.br, 2013-04-07. Läst 26 juni 2014. (portugisiska)